# Santiago Chocobares
Pas d'image ? Cliquez ici

a Compétitions nationales et continentales officielles uniquement.

b Matchs officiels uniquement.
Dernière mise à jour le 1 juillet 2024.
Santiago Chocobares, né le 31 mars 1999 à Rufino (Argentine), est un joueur international argentin de rugby à XV qui évolue au poste de centre avec le Stade toulousain.
Il remporte le Championnat de France en 2021, 2023, 2024 et 2025 et la Champions Cup en 2024 avec le Stade toulousain.

## Carrière

### En club
Santiago Chocobares commence sa carrière en 2018 avec le club amateur du Duendes Rugby Club qui dispute le Torneo del Litoral et le Nacional de Clubes.
En 2019, il rejoint la franchise des Jaguares qui évolue en Super Rugby,. Il ne joue cependant aucune rencontre lors de sa première saison. Il fait ses débuts en Super Rugby la saison suivante, le 9 février 2020 contre les Hurricanes.
Fin avril 2021, il rejoint le Stade toulousain en tant que joker médical, un poste auquel manquent alors notamment Sofiane Guitoune et Lucas Tauzin,. Il connait sa première titularisation pour Toulouse le 8 mai 2021 formant une paire de centre argentine avec son coéquipier en équipe nationale Juan Cruz Mallía, pour le match de Top 14 contre le RC Toulon. Plus tard la même saison, il est titulaire durant la finale du Top 14 remportée face au Stade rochelais. En juillet 2021, il prolonge son contrat jusqu'en 2023.
Début juin 2022, il est opéré du genou gauche, après une blessure au ligament antérieur, le rendant indisponible près de six mois. Il manque alors la première moitié de saison 2022-2023. Il fait son retour sur les terrains en début d'année 2023 et monte en puissance petit à petit jusqu'à gagner sa place de titulaire pour les phases finales du championnat, alors qu'il était en concurrence avec Pierre-Louis Barassi, Sofiane Guitoune et Pierre Fouyssac pour la deuxième place de titulaire au poste de centre, la première étant prise par Pita Ahki. Les Toulousains terminent à la première place de la saison régulière, se qualifiant donc en demi-finale où ils battent largement le Racing 92 sur le score de 41 à 14 et retrouvent donc le Stade rochelais en finale, comme en 2021,. En finale comme en demi-finale, il est titulaire au centre accompagné par Ahki, puis est remplacé en seconde période par Barassi. Dans un match très serré, il inscrit le premier essai de la rencontre après une interception, puis Toulouse s'impose en fin de match et l'emporte 29 à 26,. Santiago Chocobares remporte donc le bouclier de Brennus pour la deuxième fois de sa carrière. À l'issue de cette saison, il prolonge son contrat avec le Stade toulousain de deux ans, soit jusqu'en 2026.
Le 25 mai 2024, il est remplaçant avec le Stade toulousain en finale de la Champions Cup face au Leinster. Il entre en jeu dès la 24e minute à la place de Pita Ahki blassé. Les Toulousains s'imposent 31 à 22 après les prolongations face aux Irlandais, et remportent ainsi le sixième titre de champions d'Europe du club,. Un mois plus tard, il est titulaire en finale du Top 14 contre l'Union Bordeaux Bègles, étant préféré à Paul Costes qui a joué la phase finale de Champions Cup en tant que titulaire. Les Toulousains l'emportent 59 à 3, plus large score de l'histoire en finale du championnat de France.

### En équipe nationale
Santiago Chocobares a joué avec l'équipe d'Argentine des moins de 20 ans, et dispute le championnat du monde junior en 2018,.
En mai 2020, il est présélectionné avec les Pumas pour préparer les prochaines échéances internationales. En octobre 2020, il est sélectionné pour participer au Tri-nations en Australie. Il obtient sa première cape internationale le 14 novembre 2020 lors de la victoire historique face à la Nouvelle-Zélande à Parramatta,.
En juin 2023, il est sélectionné dans un groupe de 48 joueurs pour préparer la Coupe du monde 2023. Le 8 août 2023, il est annoncé au sein du groupe final de 33 joueurs retenu pour disputer la Coupe du monde en France. Il joue cinq matchs lors de la compétition, tous comme titulaire.

## Palmarès
- Champion de France en 2021, 2023, 2024 et 2025 avec le Stade toulousain.
- Vainqueur de la Champions Cup en 2024 avec le Stade toulousain.

## Statistiques
Au 1er janvier 2025, Santiago Chocobares compte 27 capes en équipe d'Argentine, dont 24 en tant que titulaire, depuis le 14 novembre 2020 contre l'équipe de Nouvelle-Zélande à Parramatta,.
Il participe à trois éditions du Rugby Championship, en 2020, 2021 et 2023. Il dispute dix rencontres dans cette compétition,.